# Vandalia (colônia)

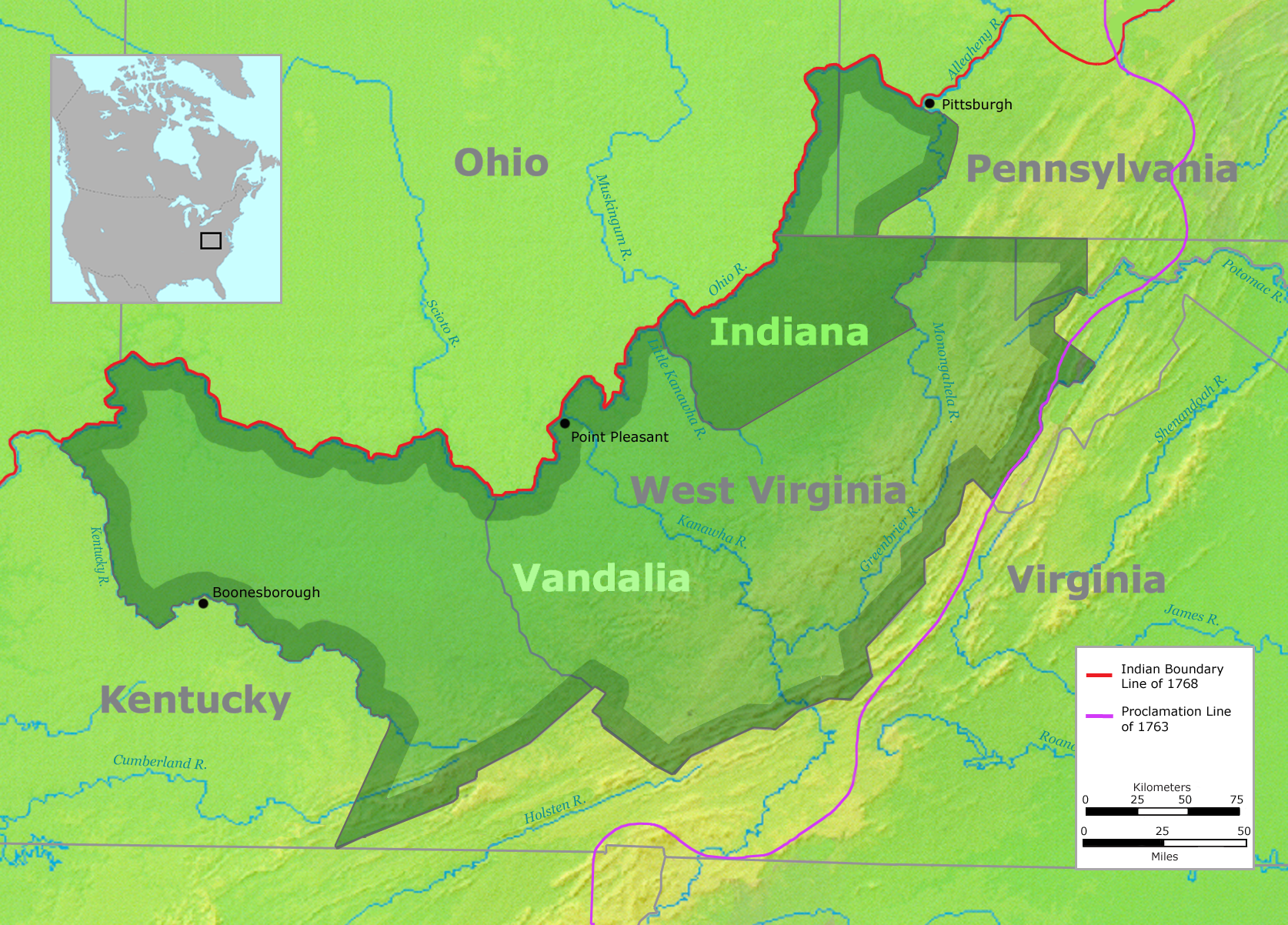
Mapa

Vandalia era o nome, no final do século XVIII, de uma proposta de colônia britânica na América do Norte. A colônia se situava a sul do rio Ohio, principalmente no que é hoje a Virgínia Ocidental e o nordeste do Kentucky.
Vandalia nunca foi aprovada pela Coroa Britânica e não tinha governo colonial, embora alguns virginianos e pensilvanianos já se tivessem estabelecido no local. Após a Guerra de Revolução Americana, os colonos de Vandalia tentaram, sem sucesso, ser admitidos como um estado chamado Westsylvania. No entanto, não possuíam qualquer título legal de propriedade da terra e foram contrariados pelos governos da Virgínia e da Pensilvânia, que reivindicavam a área como sua ao abrigo de cartas coloniais. Por fim, o governo federal dividiu a área entre a Pensilvânia e a Virgínia de acordo com a Linha Mason–Dixon. Mais tarde, o Kentucky foi colonizado por virginianos e admitido como estado; a Virgínia Ocidental foi admitida como estado durante a Guerra Civil Americana.

## História

Mapa de Fry-Jefferson de 1755 mostrando as fronteiras coloniais estabelecidas anteriormente à Guerra Franco-Indígena.

No século XVIII, os especuladores de terras britânicos tentaram várias vezes colonizar o Vale do Ohio, sobretudo em 1748, quando a Coroa Britânica concedeu uma petição da Ohio Company para 200.000 acres (800 km2) perto dos "Forks of the Ohio" (atual Pittsburgh, Pensilvânia). A Guerra Franco-Indígena (1754-63) e a Rebelião de Pontiac (1763-66) atrasaram a colonização da região.
Após a Rebelião de Pontiac, os comerciantes que tinham perdido os seus artigos de comércio durante o conflito formaram um grupo conhecido como os "comerciantes sofredores", que mais tarde se tornaria a Indiana Company. No Tratado de Fort Stanwix (1768), os britânicos exigiram que os iroqueses dessem aos "comerciantes sofredores" uma concessão de terras. Os mais beneficiados foram Samuel Wharton e William Trent. Conhecida como "Indiana Grant", esta terra situava-se ao longo do rio Ohio e incluía parte da zona de caça dos iroqueses, que estes controlavam desde o século XVII. Quando Wharton e Trent navegaram para Inglaterra em 1769 para obterem a confirmação da sua concessão, juntaram forças com a Ohio Company para formar a Grand Ohio Company, também chamada Walpole Company.
A Grand Ohio Company acabou por receber uma área de terra maior do que a Indiana Grant. As empresas de desenvolvimento planejaram uma nova colônia, inicialmente chamada "Pittsylvania" (Wright 1988:212) mas mais tarde conhecida como Vandalia, em honra da rainha britânica Carlota de Meclemburgo-Strelitz (1744-1818), que se pensava ser descendente de tribos vândalos.
A oposição de grupos de interesses rivais e a eclosão da Guerra de Revolução Americana (1775-83) impediram o desenvolvimento de Vandalia como uma colônia completa. Durante a Guerra de Revolução, alguns colonos da região pediram ao Congresso Continental Americano que reconhecesse uma nova província conhecida como Westsylvania, que tinha aproximadamente as mesmas fronteiras que a anterior proposta de Vandalia. Como os estados da Virgínia e da Pensilvânia reivindicavam a região, bloquearam o reconhecimento de um novo estado. A Indiana Company apresentou uma ação judicial contra o estado da Virgínia relativamente às suas reivindicações, mas a decisão do processo Chisholm v. Georgia levou à décima primeira emenda que proíbe ações intentadas por cidadãos de outro estado, e a Suprema Corte rejeitou a ação da Indiana Company, considerando que a emenda constitucional se aplicava retroativamente.
A formação do estado do Kentucky em 1792 e a separação da Virgínia Ocidental da Virgínia em 1863 estabeleceram as atuais fronteiras políticas da região.